# Phobetron hipparchia
Phobetron hipparchia es una especie de insecto lepidóptero de la familia de los limacódidos. Se encuentra en México, Panamá, Ecuador, Colombia, Venezuela, Guyana, Brasil, Paraguay, Argentina.